# Institut français du Congo
L’Institut français du Congo (IFC) fait partie du réseau mondial des instituts français. Il est divisé en deux antennes : l'Institut de Brazzaville et celui de Pointe-Noire.

## Historique
Bien que son bâtiment principal de Brazzaville fut inauguré en 1994 sous le nom de Centre culturel français, L'IFC en tant qu'organisme a été constitué en 2011, dans le cadre d’une réforme mondiale du réseau culturel et de coopération du Ministère français des Affaires étrangères et européennes initiée par la loi du 27 juillet 2010, en remplacement des activités culturelles françaises qui, dans le pays, étaient jusque-là réunies au sein de l'association Culturesfrance.
Cette réorganisation a apporté une meilleure unité et une plus grande simplicité de gestion. Les services de coopération universitaire, éducative, linguistique et culturelle de l’Ambassade de France ont ainsi fusionné pour devenir l’Institut français du Congo. Ils entretiennent des liens étroits avec les Consulats honoraires, le Consulat général ainsi que les bureaux de l'Alliance française du pays.

## Rôle
L'Institut propose diverses activités culturelles, en plus des cours et classes de français. Ainsi, le centre culturel de l'institut participe à la scène culturelle locale, en créant des évènements à visée nationale, régionale ou locale, selon les projets. L'IFC propose ainsi quelque 300 évènements culturels annuels. L'IFC participe également à des évènements externes, dans le cadre de la promotion de la culture et des échanges entre la France et la République du Congo, mais aussi avec d'autres instances officielles étrangères et nationales (ambassade du Japon, fondations culturelles congolaises).

## Informations générales
L'IFC bénéficie d'une médiathèque offrant l'accès à près de 19 000 ouvrages, d'une bibliothèque, d'une salle de spectacle de 380 places, d'espaces internet, d'une "Culturethèque" 100% numérique, de salles de classe dédiées aux cours et aux examens de français, d'une boutique proposant de l'artisanat local et de cafés-restaurants ou cafétéria,.